# Aéroport de Dease Lake
L'aéroport de Dease Lake est un aéroport situé en Colombie-Britannique, au Canada.